# Perlodinella fuliginosa
Perlodinella fuliginosa är en bäcksländeart som beskrevs av Wu, C.F. 1973. Perlodinella fuliginosa ingår i släktet Perlodinella och familjen rovbäcksländor. Inga underarter finns listade i Catalogue of Life.